# Phycorella scytonematis
Phycorella scytonematis är en svampart som beskrevs av Döbbeler 1980. Phycorella scytonematis ingår i släktet Phycorella, klassen Dothideomycetes, divisionen sporsäcksvampar och riket svampar.   Inga underarter finns listade i Catalogue of Life.